# Fibonacci-Retracement
Dieser Artikel wurde aufgrund inhaltlicher und/oder formaler Mängel auf der Qualitätssicherungsseite des Portals Wirtschaft eingetragen. 
Du kannst helfen, indem du die dort genannten Mängel beseitigst oder dich an der Diskussion beteiligst.
Als Fibonacci-Retracements bezeichnet man in der technischen Analyse Kurskorrekturen an bestimmten Widerstands- und Unterstützungslinien. Benannt sind sie nach der zugrunde gelegten Fibonacci-Folge. Die statistisch nicht nachweisbaren Fibonacci-Retracements basieren auf der Idee, dass Märkte vorangegangene Aufwärts- bzw. Abwärtsbewegungen vorhersehbar um bestimmte Prozentsätze korrigieren.